# Galatea (satèl·lit)
Galatea és el quart satèl·lit més proper de Neptú que no s'ha de confondre amb l'asteroide 74 Galatea. Va ser descobert en juliol de 1989 en les imatges preses per la nau espacial  Voyager 2  i se li va donar la designació temporal S/1989N4. També se'l denomina Neptú VI . El nom fa referència a la nereida Galatea de la mitologia grega.
Té forma irregular i no mostra cap senyal de modificació geològica. La seua òrbita pròxima al planeta i per davall del límit de Roche fa que el seu destí siga convertir-se en anell espedaçat per la força de marea del planeta o impactar contra Neptú.
Els efectes gravitatoris de Galatea, una lluna que viatja per l'interior dels anells, es creu ara, que confina els arcs de matèria d'aquestos exercint de satèl·lit pastor. L'estret Anell Adams està a 63.000 km del centre de Neptú, mentre el satèl·lit orbita a només 61.600 km. L'Anell de Le verrier està en 53.000 km i l'Anell de Galle més ample i més dèbil està en 42.000 km. Per tant, el satèl·lit té a estos dos últims anells com a interiors i a l'anell d'Adams com a exterior.